# 마그달레나 보차르스카
마그달레나 보차르스카(Magdalena Boczarska, 1978년 12월 12일 ~ )는 폴란드의 배우이다. 2018 폴란드 영화상 여우주연상 수상자이다.

## 출연 작품
- 더 킹: 독립 전쟁 (2019)
- 디 아트 오브 러빙 (2017)
- 은신 (2013)
- 익사이나 (2012)
- 리틀 로즈 (2010)
- 퍼펙트 가이 포 마이 걸프렌드 (2009)
- 테스토스테론 (2007)